# ستانلي تان
ستانلي تان (بالإنجليزية: Stanley Tan) هو متسابق يخت سنغافوري، ولد في 4 نوفمبر 1974 في سنغافورة.

## وصلات خارجية
- ستانلي تان على موقع الاتحاد الدولي للملاحة الشراعية (موقع جديد) (الإنجليزية)
- ستانلي تان على موقع اللجنة الأولمبية الدولية (الإنجليزية)
- ستانلي تان على موقع أوليمبيديا (الإنجليزية)
- ستانلي تان على موقع اللجنة الأولمبية السنغافورية (الإنجليزية)